# Удар грома
Удар грома је повреда изазвана атмосферским електрицитетом најчешће са тешким повредама или смртним исходом.
Природни електрицитет (удар грома), је импулс једносмерне струје, огромног напона и јачине.
То је краткотрајно пражњење статичког електрицитета које се одиграва између два облака или између облака и земље.
У току тог пражњења ослобађа се електрицитет од 1.200 до 200.000 А у 1/100 до 1/1.000 секунди.
При удару грома прелива се електрични ток из облака у земљу, и шири се и даље кроз тло.

## Историјат
Муње и громови су природни феномени за које су везана бројна сујеверја, народни обичаји, али и многа научна истраживања, која су резултовала бројним иновацијама у овој области.
Ова фасцинантна природна појава овековечена је и у бројним уметничким делима, сликара, фотографа, филмских режисера.
- Као божанска манифестација муња и гром су у људској историји била моћни симболи у многим митологијама. Цртежи ове моћне појаве често се налазе у многим војним и индустријским симболима и семантички су приказ електричне енергије.
- У античко доба сматрало се да су муње и громови божје оружје, а Зевс и Јупитер њихови владари. У Грчкој митологији, муња је оружје Зевса у борби са киклопима. У римској митологији, муња је оружје Јупитера против киклопа.
- У хинду митологији, бог Индра је познат као бог муње, а његово главно оружје је муња.
- Стари Словени су веровали да грмљавина настаје кад најмоћнији словенски бог Перун напушта свој двор у кочији.
- Слична веровања постоје и у религијама и културама многих старих народа, као и многа празноверја повезана са муњом и грмљавином која су се одржала и до данашњих дана.
- Прва научна истраживања започињу у 18. веку, од стране Бенџамена Франклина који је доказао да је гром електрична појава, а крајем 19. века израчуната је и јачина струје грома..[1]

## Етиологија
Муње настају у олујним облацима (кумулонимбусима) који се стварају у областима нестабилне атмосфере коју карактерише појава успона нестабилне ваздушне масе топлог ваздуха и велика влажност ваздуха. У таквим условима, најчешће лети у послеподневним или вечерњим часовима.
Гром настаје краткотрајним пражњењем атмосферског електрицитета између облака и Земље, напона од сто милиона волти, јачине више хиљада ампера, у кратком времену од 1-100 милисекунди, и нагло загревање ваздуха до 30.000ºЦ, због чега настаје грмљавина.
У ствари, муња и гром су исте појаве, само је муња визуелни приказ (који због веће брзине светлости први настаје) а гром њена звучна манифестација и јавља се са закашњењем (због знатно мање брзине звука). Муња има јак светлосни ефекат у виду искривуданих линија или трака (линијска и тракаста муња) или у облику лопте (лоптаста муња), или севања (муња севалица). Грмљавина има и јак звучни и механички учинак.
- Удар грома може бити;

- директан
- посредан.
- у затвореном простору кад се особа налази у додиру
- на удаљености варничења (мање од 1 м) од проводника или укључених електричних апарата.

- Специфичности повређивања произлази из физичке природе грома:

- Гром садржи једносмерну струју која је мање штетна од наизменичне
- време контакта са телом је краткотрајно
- струја пролази углавном површином тела.
- повреде су механичке и топлотне

Људи, који се у тренутку олује и грмљавинске активности налазе на отвореном, долазе у опасност удара грома. Директан удар грома у човека, који има отпор тела између 500 и 1000 ома, узрокује, (због брзог раста протока електричне струје), високи напон у телу реда величина око 100 kV. Тај високи напон узрокује напонски пробој по површини тела, преко којег тече највећи део електричног тока, изазивајући повреде и друга оштећења у организму.
- Оштећење стабла након удара грома
- Анимација настанка муње спајањем две искривудане траке
- Анимација електричног пражњења код удара грома

## Патофизиологија
Енергија која се празни при удару грома није претерано велика, (неколико стотина киловат сати), али при удару грома, који се дешава у хиљадитом делу секунде, настаје врло велики напон у врло велики токовима (више од 200 кА). Међутим ти токови су толико јаки да у делићу секунде могу да истопе танке металне жице, а друге материјале да загреју до горења или експлозије. Уколико гром удари у влажне предмете (нпр. влажно дрво, стабло или влажну стену), вода са тих предмета се због загревања брзо претвара у пару, која под притиском доводи до експлодирања или се механичких оштећења тих предмета, често и без пожара.
Промене које настају у телу разликују се од оних изазваних техничком струјом. Повреде грома прати кретање већег дела енергије по површини тела и кроз одећу а мањи део кроз тело па због тога углавном доминира механичко-топлотни ефекат. Повреде на кожи су у облику стрелне ране, а опекотине које прате ове повреде настају секундарно као последица паљења одеће или предмета у одећи. Остали механизми оштећења као и механизми смрти су исти као у оштећењима струјом.

## Лабораторија
Биохемијске анализе показују пораст активности ензима (ЦПК, ЛДХ и трансаминаза), пораст слободног хемоглобина и миоглобина.

## Клиничка слика
При удару грома појаве су исте као и при електричном удару. Особа се обесвети, а када дође к себи, не сећа се шта се догодило. Затим наступају грчеви мишића целог тела и бунцање, после чега остају одузети неки делови тела. Ако је удар грома био јак, смрт наступа од грчева мишића за дисање. Узрок овоме су појаве на мозгу услед ситних крварења и оштећења можданих ћелија.

### Локалне промене
Електрични ток који тече по површини или кроз тело може проузроковати:
- Електричне опекотине (опекотине коже или органа које изазива електрични ток који тече по површини или кроз тело). Ове опекотине се не разликују битно од осталих опекотина и карактеришу их следећи знаци;

- демаркација, која је јасна у односу на околно здраво ткиво,
- округласто-елипсасти облик,
- знаци запаљења,
- одсуство бола.

### Општи знаци
Карактеришу се пре свега честом појавом шока који настаје због;
- Срчаног застоја као последице;

- Електричних грчева, (мишићна контракција узрокована електричним током):
- Фибрилације (грчење мишића без координације)
- Фибрилације срца (фибрилацију једне или више срчаних комора)
- Фибрилација срчаних комора (фибрилација срца ограничена на коморе, узрокује сметње у циркулацији због несинхроног грчења срчаног мишића, након којих врло брзо настаје смрт.

- Респираторног застоја (праћеног хипоксијом).
- Одсуство пулса,
- Губитак свести,
- Одсуство срчаних тонова,
- Јака хипотензија, али је притисак још мерљив.
- Смрт, као крајњи исход шока (насталог електричним ударом).

## Последице
Теже повреде (изазване јачом енергијом удар грома) и које су праћене губљењем свести, могу изазвати компликације у виду; оштећења вида, повишен крвни притисак, отежано дисање и друге промене у централном нервном систему.
Уколико не дође до смртног исхода, неке од горенаведених повреда, (повреде мишиће или живаца), се након неколико сати или дана спонтано губе, али се код повређеног јавља; главобоља, општа малаксалост, болови у мишићима и изражена раздражљивост.

## Терапија
- Реанимација, (упорна и дуга (и до 2-3 часа)
- Мониторинг виталних параметара,
- Санација опекотина,
- Рехабилитација задобијених повреда